# 日米格魯德
日米格魯德（波蘭語：Żmigród）是波蘭的城鎮，位於該國西南部，距離首府弗罗茨瓦夫40公里，由下西里西亞省負責管轄，面積9.49平方公里，海拔高度150米，2006年人口6,573。

## 外部連結
- Official town website （页面存档备份，存于）
- Junior Secondary school of Maciej Rataj （页面存档备份，存于）
- Jewish Community in Żmigród （页面存档备份，存于） on Virtual Shtetl
- Landscapes of Barycz Valley - surroundings of Żmigród

51°28′13″N 16°54′18″E / 51.47028°N 16.90500°E